# Там на горе, на Маковке
Там на горе, на Маковке (укр. Там на горі, на Маківці) — украинская стрелецкая песня, посвящённая боям на горе Маковке (укр. Маківка) в апреле 1915 года. Известно множество вариантов куплетов этой песни, название же известно как первая строка в наиболее распространённом варианте. Песня популярна и в наши дни, изучается в школьной программе Украины, исполняется многими вокально-инструментальными ансамблями. Включена в песенники «За волю України», «Стрілецькі пісні» и «Відлуння лісу». История песни была исследована в 1990-е годы украинскими историографами.

## Исторические сведения
Бои за Маковку — эпизод Первой мировой войны, наступательная операция местного значения Русской императорской армии весной 1915 года на Карпато-Галицийском участке фронта, целью которой было овладение господствующей высотой — горой Маковкой. В боях участвовал легион Украинских сечевых стрельцов (УСС). Бои за Маковку весной 1915 года имели большое стратегическое значение для всего театра войны на Карпатско-Галицийском направлении, победа Украинского легиона над превосходящими российскими силами на горе Маковке не позволила русским войскам охватить правый фланг германской Южной армии, преодолеть Карпатские хребты на направлении Стрый — Мукачево и выйти в долины для наступления на Будапешт и Вену.
Песня, посвящённая героическому сражению, была написана бойцами УСС.

## Описание
Песня состоит из нескольких куплетов-двустиший, между которыми исполняется припев. Наиболее распространённый вариант припева:

Хлопці, підемо, боротися будемо

За Україну, за рівні права, державу!

Хлопці, підемо, боротися будемо

За Україну, за рівні права!

Сами куплеты же существуют во множестве вариантов. Первый куплет, как правило, общий для всех вариантов песни:

Там на горі, на Маківці,

Там ся били січовії стрільці.

Встречается вариант второй строки: «Йдуть до бою січовії стрільці».

### Варианты текста
Текст, записанный в 1957 году со слов жителей села Кимир Львовской области:

Там на горі, на Маківці,

Там ся били січовії стрільці.

Наші хлопці добре б’ються,

Йдуть до бою, ще й сміються.

Наша сотня вже готова,

Від’їжджає до Кийова.

Як на фіри посідали,

То вже собі заспівали.

Є в Кийові злота брама,

На ній висить синьо-жовта фана.

Є у Львові усусуси,

Україна бути мусить.

Україна — наша мати,

Як здобудем, будем мати.

Вариант, записанный в 2000 году в селе Микуличин:

Ой на горі, на Маківці,

А там бились січовії стрільці.

Хлопці, підемо боротися за славу,

За Україну, за рідні права, державу.

Хлопці, підемо боротися за славу,

За Україну, за рідні права.

До потягу посідали

А й так собі заспівали.

До потягу посідали,

До Києва приїхали.

А в Києві злота брама,

На ній висить сино-жовта фана.

А в Києві бій великий,

Б’ється з нами ворог дикий.

Б’ються, б’ються, не здаються,

Йдуть до бою ще й сміються.

В селе Владимирцы Львовской области исследователями в 1992 году был записан вариант текста, описывающий бой под Крутами, произошедший в 1918 году в окрестностях Киева.

Ой на горі сніг біліє,

А там їдуть стрільці січовії.

Хлопці, підемо боротися за славу,

За Україну, за рідні права, державу.

Хлопці, підемо боротися за славу,

За Україну, за рідні права.

Перша сотня вже готова,

Від’їжджає до Кийова.

До вагонів посідали

І так собі заспівали:

А в Києві злота брама,

А в тій брамі синьо-жовта фана.

А в Києві бій великий,

Б’ється з нами ворог дикий.

Наші хлопці не здаються,

Йдуть до бою ще й сміються.

Вариант, записанный в селе Исаков (Ивано-Франковская область) со слов местных жителей:

Там на горі, на Маківці,

Там ся били січовії стрільці.

Хлопці, підемо, браття, за славу,

За Україну, за рівні права, державу.

Хлопці, підемо, браття, за славу,

За Україну, за рівні права.

Йдуть до бою і співають,

І зі співом умирають.

Як на коний посідали,

«Ще не вмерла…» заспівали.

Наша сотня вже готова,

Від’їжджає до Кийова.

А в Києві злота брама,

А там висить синьо-жовта фана.

Довольно необычный вариант был записан в селе Лесок Львовской области. Фрагменты этого текста, возникшего в сравнительно поздние годы (возможно, около 1940) и посвящённого борьбе украинского народа против советской оккупации Украины, в других исполнениях не встречаются:

Наша молодь вже готова,

Виїжджає до Кийова.

Хлопці, підемо, боротися будемо

За Україну, за рідний край.

Від Франківська аж до Львова,

А зі Львова до Кийова.

Ми ланцюг живий зробили,

Від Москви ся відділили.

Прапор високо підняли

І весело заспівали.

Україно, наша мати,

Ми прийшли тя визоляти.

Нас по тюрмах хоч саджали,

А державу нам віддали.

Подякуймо Богу нині,

Що живемо в Україні.

Є в нас мова солов’їна

Й Україна самостійна.